# M-Schätzer
M-Schätzer, auch maximum-likelihood-artige Schätzer stellen eine Klasse von Schätzfunktionen dar, die als Verallgemeinerung der Maximum-Likelihood-Methode angesehen werden können. M-Schätzer sind im Vergleich zu anderen Schätzern wie z. B. den Maximum-Likelihood-Schätzern robuster gegen Ausreißer.
Dieser Artikel behandelt M-Schätzer zur Ermittlung des Lageparameters.

## Herleitung durch Verallgemeinerung der Maximum-Likelihood-Methode
Das Prinzip von Maximum-Likelihood-Schätzern beruht darauf, die Funktion
{\displaystyle \sum _{i=1}^{n}-\ln f_{X_{i}}(x_{i};\Theta )}
mit entsprechender Dichte- bzw. Wahrscheinlichkeitsfunktion {\displaystyle f_{X}(x)} in Abhängigkeit
von {\displaystyle \Theta } zu minimieren.
Die Idee bei M-Schätzern ist, die Funktion {\displaystyle -\ln f_{X_{i}}(x_{i};\Theta )} durch eine Funktion {\displaystyle \rho (x;\Theta )} zu ersetzen, welche weniger empfindlich auf Ausreißer reagiert.
Aufgabe ist es, den Ausdruck
{\displaystyle \sum _{i=1}^{n}\rho (x_{i};\Theta )}
in Abhängigkeit von {\displaystyle \Theta } zu minimieren, bzw. die Gleichung 
{\displaystyle \sum \psi (x_{i};\Theta )=0}
mit 
{\displaystyle \psi (x_{i};\Theta )={\frac {\partial \rho }{\partial \Theta }}(x_{i};\Theta )}
zu lösen.
Jede Lösung dieser Gleichung wird M-Schätzer genannt.

## Implizite Definition
Sei {\displaystyle F} eine beliebige Verteilungsfunktion und {\displaystyle \psi } eine ungerade und monoton wachsende Funktion ungleich 0.
Dann ist {\displaystyle \mu _{\psi }(F)} definiert als die Lösung {\displaystyle \mu =\mu _{\psi }(F)} der Gleichung
{\displaystyle \operatorname {E} (\psi (x-\mu ))=\int \psi (x-\mu )dF(x)=0}
Beachtet werden muss, dass abhängig von der Wahl von {\displaystyle \psi } und {\displaystyle F} es entweder keine, eine oder mehrere Lösungen geben kann. Im Falle einer konkreten Stichprobe wird {\displaystyle \mu =\mu _{\psi }(F_{n})}, die Lösung von 
{\displaystyle {\frac {1}{n}}\sum _{i=1}^{n}\psi (x_{i}-\mu )=\int \psi (x-\mu )dF_{n}(x)=0}
M-Schätzer genannt.

## Geeignete Funktionenρ
Im Folgenden sind die {\displaystyle x_{i}} gemäß
{\displaystyle z_{i}={\frac {x_{i}-\Theta }{S_{n}}}}
standardisiert, um Skaleninvarianz zu erreichen. {\displaystyle S_{n}} stellt hierbei einen Streuungschätzer dar, für den meist
der MAD (Median Absolute Deviation) verwendet wird.
| Methode                   | {\displaystyle \rho (z)} | {\displaystyle \psi (z)} | {\displaystyle w(z)} |
| ------------------------- | --- | --- | --- |
| Kleinste-Quadrate-Methode | {\displaystyle \rho _{LS}(z)={\frac {z^{2}}{2}}} | {\displaystyle \psi _{LS}(z)=z} | {\displaystyle w_{LS}(z)=1} |
| Huber-k-Schätzer          | {\displaystyle \rho _{H}(z)={\begin{cases}{\frac {z^{2}}{2}}&\|z\|\leq {}k\\k\|z\|-{\frac {1}{2}}k^{2}&\|z\|>k\end{cases}}} | {\displaystyle \psi _{H}(z)={\begin{cases}z&\|z\|\leq {}k\\k\operatorname {sgn} (z)&\|z\|>k\end{cases}}}                                                                                   | {\displaystyle w_{H}(z)={\begin{cases}1&\|z\|\leq {}k\\{\frac {k}{\|z\|}}&\|z\|>k\end{cases}}}                                                                             |
| Hampel-Schätzer           | {\displaystyle \rho _{Ha}(z)={\begin{cases}{\frac {z^{2}}{2}}&\|z\|\leq {}a\\a\|z\|-{\frac {a^{2}}{2}}&a<\|z\|\leq b\\ab-{\frac {a^{2}}{2}}+(c-b){\frac {a}{2}}\left(1-\left({\frac {c-\|z\|}{c-b}}\right)^{2}\right)&b<\|z\|\leq c\\ab-{\frac {a^{2}}{2}}+(c-b){\frac {a}{2}}&\|z\|>c\end{cases}}} | {\displaystyle \psi _{Ha}(z)={\begin{cases}z&\|z\|\leq {}a\\a\,\operatorname {sgn} (z)&a<\|z\|\leq b\\a{\frac {c-\|z\|}{c-b}}\operatorname {sgn} (z)&b<\|z\|\leq c\\0&\|z\|>c\end{cases}}} | {\displaystyle w_{Ha}(z)={\begin{cases}1&\|z\|\leq {}a\\a{\frac {1}{\|z\|}}&a<\|z\|\leq b\\a{\frac {c-\|z\|}{c-b}}{\frac {1}{\|z\|}}&b<\|z\|\leq c\\0&\|z\|>c\end{cases}}} |
| Andrews wave              | {\displaystyle \rho _{Aw}(z)={\begin{cases}{\frac {a^{2}}{\pi ^{2}}}\left(1-\cos \left({\frac {\pi z}{a}}\right)\right)&\|z\|\leq {}a\\{\frac {2a^{2}}{\pi ^{2}}}&\|z\|>a\end{cases}}} | {\displaystyle \psi _{Aw}(z)={\begin{cases}{\frac {a}{\pi }}\sin \left({\frac {\pi z}{a}}\right)&\|z\|\leq {}a\\0&\|z\|>a\end{cases}}}                                                     | {\displaystyle w_{Aw}(z)={\begin{cases}{\frac {a}{\pi z}}\sin \left({\frac {\pi z}{a}}\right)&\|z\|\leq {}a\\0&\|z\|>a\end{cases}}}                                        |
| Tukey's biweight          | {\displaystyle \rho _{Tb}(z)={\begin{cases}{\frac {a^{2}}{6}}\left(1-\left(1-{\frac {z^{2}}{a^{2}}}\right)^{3}\right)&\|z\|\leq {}a\\{\frac {a^{2}}{6}}&\|z\|>a\end{cases}}} | {\displaystyle \psi _{Tb}(z)={\begin{cases}z\left(1-{\frac {z^{2}}{a^{2}}}\right)^{2}&\|z\|\leq {}a\\0&\|z\|>a\end{cases}}}                                                                | {\displaystyle w_{Tb}(z)={\begin{cases}\left(1-{\frac {z^{2}}{a^{2}}}\right)^{2}&\|z\|\leq {}a\\0&\|z\|>a\end{cases}}}                                                     |

Die Gewichtsfunktionen im folgenden Bild zeigen die Unterschiede zwischen den Schätzern auf: bei Huber-k haben auch extreme Beobachtungen ein geringes Gewicht, beim Hampel-, Andrews wave- und Tukey's biweight-Schätzer wird extremen Beobachtungen das Gewicht Null zugeordnet.

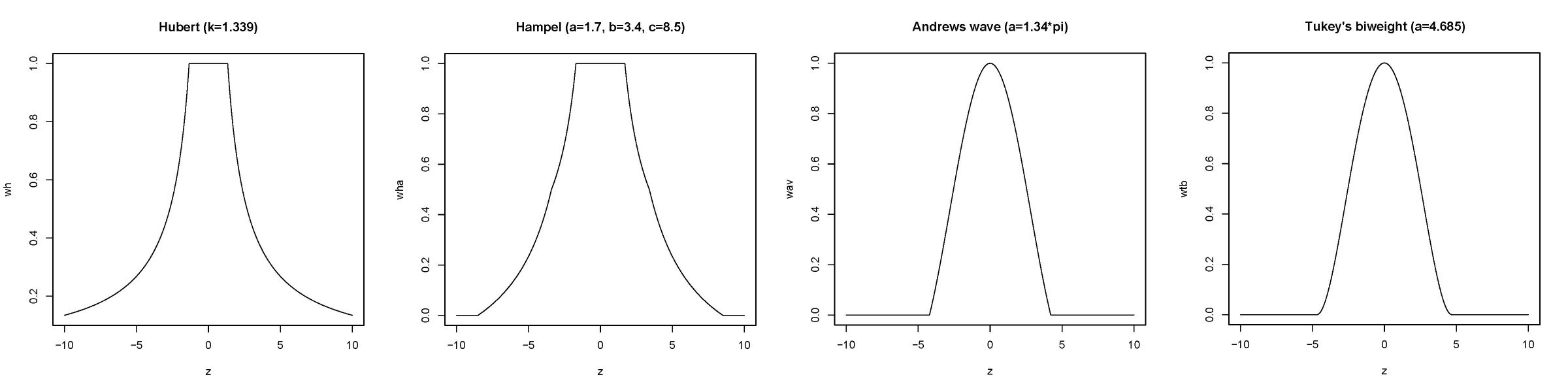
Gewichtsfunktionen w(z) für verschiedene M-Schätzer. Die Parameterwerte entsprechen den Standardwerten von SPSS.

## Robustheit
Bei geeigneter Wahl von {\displaystyle \psi } (ungerade, beschränkt und monoton steigend) haben M-Schätzer einen Bruchpunkt von {\displaystyle \epsilon ^{*}=0{,}5}.

## Numerische Lösungsmethode
Für viele Funktionen {\displaystyle \rho } lässt sich keine explizite Lösung angeben, sie muss daher numerisch berechnet werden. Wie üblich zur Berechnung von Nullstellenproblemen bietet sich auch hier das Newton-Raphson-Verfahren an, und es ergibt sich folgende Iterationsvorschrift, wobei wiederum {\displaystyle z_{i}={\frac {x_{i}-\mu }{S_{n}}}} :
{\displaystyle \mu _{k+1}=\mu _{k}+{\frac {S_{n}\sum _{i=1}^{n}\psi (z_{i})}{\sum _{i=1}^{n}\psi ^{\prime }(z_{i})}}}
Als geeigneter Startwert {\displaystyle \mu _{0}} wird meist der Median verwendet. Dieses Iterationsverfahren konvergiert sehr schnell, meist sind zwei bis drei Iterationsschritte ausreichend.

## W-Schätzer
W-Schätzer sind M-Schätzern sehr ähnlich und liefern im Normalfall gleiche Ergebnisse. Der einzige Unterschied liegt in der Lösung des Minimierungsproblems. W-Schätzer werden meist bei der robusten Regression eingesetzt.
Es wird die Wichtungsfunktion 
{\displaystyle w(z)={\frac {\psi (z)}{z}}}
mit
{\displaystyle \psi (x_{i};\Theta )={\frac {\partial \rho }{\partial \Theta }}(x_{i};\Theta )}
eingeführt, mit deren Hilfe das Minimierungsproblem umgeschrieben werden kann in
{\displaystyle \sum _{i=1}^{n}z_{i}w(z_{i})=0}
Einsetzen der Definition von {\displaystyle z_{i}}, ausmultiplizieren und umstellen ergibt schließlich über die Fixpunktgleichung
{\displaystyle \Theta ={\frac {\sum _{i=1}^{n}x_{i}w({\frac {x_{i}-\Theta }{S_{n}}})}{\sum _{i=1}^{n}w({\frac {x_{i}-\Theta }{S_{n}}})}}}
die Iterationsvorschrift
{\displaystyle \Theta _{t+1}={\frac {\sum _{i=1}^{n}x_{i}w({\frac {x_{i}-\Theta _{t}}{S_{n}}})}{\sum _{i=1}^{n}w({\frac {x_{i}-\Theta _{t}}{S_{n}}})}}}